# Brett Mahoney
El Detective Brett Mahoney es un personaje ficticio que aparece en los cómics estadounidenses publicados por Marvel Comics. Es un detective de policía estrictamente leal que se encuentra involucrado en las actividades de los superhumanos.
El es interpretado por Royce Johnson en el Universo Cinematográfico de Marvel de Netflix, las series de Daredevil (2015 - 2018), un episodio de Jessica Jones (2015), y las dos temporadas de The Punisher (2017 - 2019). El regresará al papel en la segunda temporada de la serie de Marvel Studios en Disney+ Daredevil: Born Again (2026).

## Historial de publicación
El personaje, creado por Marc Guggenheim y Dave Wilkins, apareció por primera vez en Marvel Comics Presents vol. 2 # 1 (noviembre de 2007).

## Biografía del personaje ficticio
Brett Mahoney es el socio de Stacy Dolan. En su primera aparición estaban investigando la muerte de un John Doe. La única pista que tenían era de un testigo que describió un hecho inusual que Reed Richards identificó más tarde como Uatu el Vigilante. Después de enterarse de que John Doe es un extraterrestre y que la espía fallecida Yelena Belova está involucrada de alguna manera, Mahoney y Dolan descubren que el crimen está relacionado con un musulmán llamado Jaafar Yoosuf, a quien Dolan arrestó anteriormente por "comprar" superpoderes. Ellos irrumpen en el apartamento de Yoosuf, pero él está ausente. Cuando se acusa a Dolan de matar a John Doe, como lo demuestra la grabación de seguridad que muestra que ella cometió el crimen, Mahoney simplemente le dice que permanezca en silencio ya que es consciente de que algo está mal. Mahoney es visitado por una Dolan escapada que finge su muerte y le deja un libro para que lo lea y le cuente la verdad sobre lo que sucedió.
Mahoney es contratado por Viejo Logan y Tormenta para examinar el cuerpo de un mutante muerto. Concluye que fue asesinado por una bala especial y que otros mutantes fueron asesinados de la misma manera. Posteriormente, Mahoney y el Departamento de Policía de Nueva York arrestan al culpable X-Cutioner.

## En otros medios
- Brett Mahoney es un personaje recurrente en las series del Universo Cinematográfico de Marvel de Netflix, donde es interpretado por Royce Johnson.
  - Brett hace su debut en la temporada 1 de Daredevil. Es un sargento en el distrito 15 y ha tenido una rivalidad amistosa con Foggy Nelson desde que tenían cuatro años. Foggy regularmente soborna a Brett para que le brinde referencias a los clientes de Nelson y Murdock y le dé cigarros para su madre Bess.[7] Sin embargo, no está por encima de la simpatía, ya que convoca a Matt, Karen y Foggy a la morgue para identificar el cuerpo de Elena Cárdenas, ya que es consciente de que estaban cerca.[8] Después de que el detective Christian Blake recibió un disparo por orden de Fisk, Brett fue asignado a hacer guardia fuera de la habitación del hospital de Blake y está presente cuando el compañero de Blake, Carl Hoffman, es chantajeado por Fisk para envenenar a Blake para evitar que hable.[9] Después de que Fisk mata a Ben Urich, Matt y Foggy se dirigen a Brett buscando ayuda para derribar a Fisk, ya que es uno de los pocos policías en el distrito que no está en la nómina de Fisk. Cuando el FBI comienza a arrestar a cualquiera aliado con Wilson Fisk, Mahoney se muestra satisfecho cuando los oficiales de policía del lado de Wilson Fisk son arrestados. En última instancia, Brett es el que recupera a Fisk después de que Daredevil detiene su intento de escapar de la custodia.[10]
  - Brett tiene un papel ampliado en la temporada 2 de Daredevil. Se presenta por primera vez cuando Matt y Foggy lo encuentran en la escena de una masacre cometida por Frank Castle y le dan información sobre Grotto. Brett advierte a Matt y Foggy que entreguen a Grotto a la policía de Nueva York y se alejen para que no queden atrapados en el fuego cruzado.[11] Brett más tarde vigila a Grotto después de que Castle intentara matarlo a él y a Karen en el hospital.[12] Más tarde, en "Penny and Dime", Brett se acerca a Matt después de rescatar a Frank del Kitchen Irish, y casi arresta a Matt hasta que Matt lo convence de que tome el crédito por el arresto de Frank para reforzar la confianza pública en el NYPD.[13] La publicidad del arresto le otorga a Brett una transferencia a la Oficina de Detectives, para sorpresa de Matt, Karen y Foggy cuando se encuentran con que Brett está a cargo de los detalles de seguridad que vigilan a Frank mientras él se recupera en el hospital antes de su comparecencia.[14] Algunos episodios más tarde, cuando Matt descubre que la Mano está cosechando sangre humana, busca a Brett y le muestra la granja de sangre.[15] Brett pone a Karen bajo protección policial cuando su investigación sobre los antecedentes de Frank la lleva a ser el blanco del Herrero (Blacksmith), el hombre responsable de la muerte de la familia de Frank. Ella se escapa de la custodia protectora, pero después de ver a Frank matar brutalmente a dos de los hombres de Blacksmith en una cena, Karen regresa para darle información a Brett sobre a dónde se está transfiriendo la heroína.[16] En el final de la temporada 2, los miembros de la Mano que trabajan para Nobu maltratan a Brett y lo obligan a entregarles archivos sobre las personas salvadas por Daredevil, entre ellas Karen y Turk Barrett, para que puedan secuestrarlas como cebo.[17]
  - En la tercera temporada, cuando Foggy Nelson planea competir contra Blake Tower para fiscal de distrito, Brett Mahoney y su distrito acuerdan apoyarlo ya que aún ven a Fisk como un "asesino de policías".[18] Tras el ataque a la iglesia que causó la muerte del padre Paul Lantam, Brett Mahoney se encuentra entre los agentes de policía que llegan. Gracias a Foggy, Mahoney tuvo que fingir que arrestaba a Karen para evitar que los agentes del FBI del lado de Fisk la mataran. Después de alejar a Foggy y Karen de la escena del crimen, Foggy agradece a Brett por su ayuda.[19] A la luz del ataque a la casa de Nadeem, Mahoney tiene a su familia viviendo con su madre por un tiempo. Él proporciona una escolta policial para que Matt Murdock y Nadeem lleguen al juzgado para reunirse con Blake Tower.[20] Más tarde, Mahoney y la policía encuentran a Félix Manning colgado del edificio y lo llevan a la cárcel. Foggy hace que Mahoney haga que sus agentes de policía asistan a la boda de Fisk con Vanessa Marianna. Durante la pelea entre Matt Murdock, Wilson Fisk y Benjamin Poindexter haciéndose pasar por Daredevil, Mahoney dirigió el arresto de Fisk y los agentes del FBI involucrados donde Mahoney identificó a Poindexter como el impostor Daredevil. Cuando Fisk le pide que se despida de Vanessa, Mahoney dijo que no se despidió de Nadeem.[21]
  - Brett hace un cameo en la temporada 1 de Jessica Jones, cuando Kilgrave entra en el distrito 15 y le ordena a los policías que se apunten entre sí o que sean ellos mismos. Brett, en particular, se ve obligado a apuntar con su arma a la cabeza de Oscar Clemons.[22]
  - Brett hace un cameo en la temporada 1 de The Punisher durante el episodio "Virtue of the Vicious", mientras recopila entrevistas de Karen, Dinah Madani, Billy Russo y el senador Stan Ori sobre los eventos del intento de Lewis Wilson de asesinar a Karen y Senator. Ori, así como cualquier información sobre Punisher siendo avistados.[23] Brett hace una aparición recurrente en la temporada 2. Visita el hospital donde escapó Billy Russo y le dijo a Dinah Madani que la policía de Nueva York buscará a Russo. Después de que Madani se fue, ella tomó una declaración de Krista Dumont.[24] Brett Mahoney visitó el departamento de Dinah Madani para ver si ella había tomado el diario de Billy Russo. Los dos más tarde se encontraron cuando investigaron el asesinato de Arthur Walsh.[25] Brett más tarde visita a Madani para preguntarle sobre quién se enfrentó con Billy Russo en Central Park. Más tarde obtuvo una citación para reclamar algunos documentos de Krista Dumont que están relacionados con Billy Russo.[26] Más tarde, Madani le dice a Mahoney dónde vio a Billy Russo. Él y sus compañeros policías se encontraron con Billy Russo y su pandilla, donde Russo ahora se llama Jigsaw. Cuando alcanzó a Punisher, no pudo traerlo porque Curtis Hoyle estaba apuntando un arma a su cabeza.[27]